# استالینگس (کارولینای شمالی)
استالینگس (به انگلیسی: Stallings) شهری در ایالت کارولینای شمالی کشور ایالات متحده آمریکا است که جمعیت آن در سرشماری سال ۲۰۱۰ میلادی، ۱۳٬۸۳۱ نفر بوده‌است.